# Irán en los Juegos Olímpicos de Melbourne 1956
Irán estuvo representado en los Juegos Olímpicos de Melbourne 1956 por un total de 17 deportistas masculinos que compitieron en 3 deportes.
El portador de la bandera en la ceremonia de apertura fue el halterófilo Mahmud Namdyu.

## Medallistas
El equipo olímpico iraní obtuvo las siguientes medallas:
| Nombre                  | Deporte      | Competición |
| ----------------------- | ------------ | ----------- |
| Oro                     |              |             |
| Emam-Ali Habibi         | Lucha libre  | 67 kg M     |
| Golamreza Tajti         | Lucha libre  | 87 kg M     |
| Plata                   |              |             |
| Mohamad Ali Joyastehpur | Lucha libre  | 52 kg M     |
| Mehdi Yagubi            | Lucha libre  | 57 kg M     |
| Bronce                  |              |             |
| Mahmud Namdyu           | Halterofilia | 56 kg M     |